# Chiasso Cozza
Il chiasso Cozza è un vicolo del centro storico di Firenze, che va da via Lambertesca, senza sfondo. 

## Storia e descrizione
Si tratta di uno stretto vicolo che porta a una sorta di corte interna, oggi senza sfondo ma un tempo collegata sul lato nord a piazza de' Salterelli. Anticamente si chiamò anche chiasso de' Girolami, dalla famiglia che viceva nella vicina torre de' Girolami, distrutta dalle mine dell'esercito tedesco in ritirata nell'agosto del 1944. Anche le case su chiasso Cozza vennero danneggiate, ma si salvò la torre dei Gherardini, qui in angolo con via Lambertesca 28r. 
Durante la ricostruzione del dopoguerra si volle mantenere la volumetria antica anche per gli edifici rifatti, ricostrendo in questa zona case a molti piani, che tuttavia lasciano poca luce e aria alle strade. Era in progetto la riapertura del passaggio con piazza Salterelli, che tuttavia non venne attuato, ma avrebbe potuto creare una suggestiva direttrice alternativa tra piazza della Signoria e il ponte Vecchio, attraverso il chiasso degli Armagnati, la volta di piazza Santo Stefano e il vicolo Marzio. Alcuni sostengono che questa direttrice fosse quella che in epoca romana portava all'antenato del ponte Vecchio, costruito nei pressi di piazza del Pesce
Sull'origine del nome attuale, attestato almeno dal 1729 (come vicolo Cozza) e sospeso per la prima metà del XX secolo in cui venne considerato una continuazione del chiasso degli Armagnati, non si conosce una spiegazione. Bargellini-Guarnieri ipotizzano che possa derivare dal soprannome di qualcuno che abitava in questa zona. Più probabile è che sia da collegarsi al verbo "cozzare", col significato di urtare o di scontrarsi con qualcosa o qualcuno, a indicare un passaggio particolarmente angusto.